# Wielka Trwoga

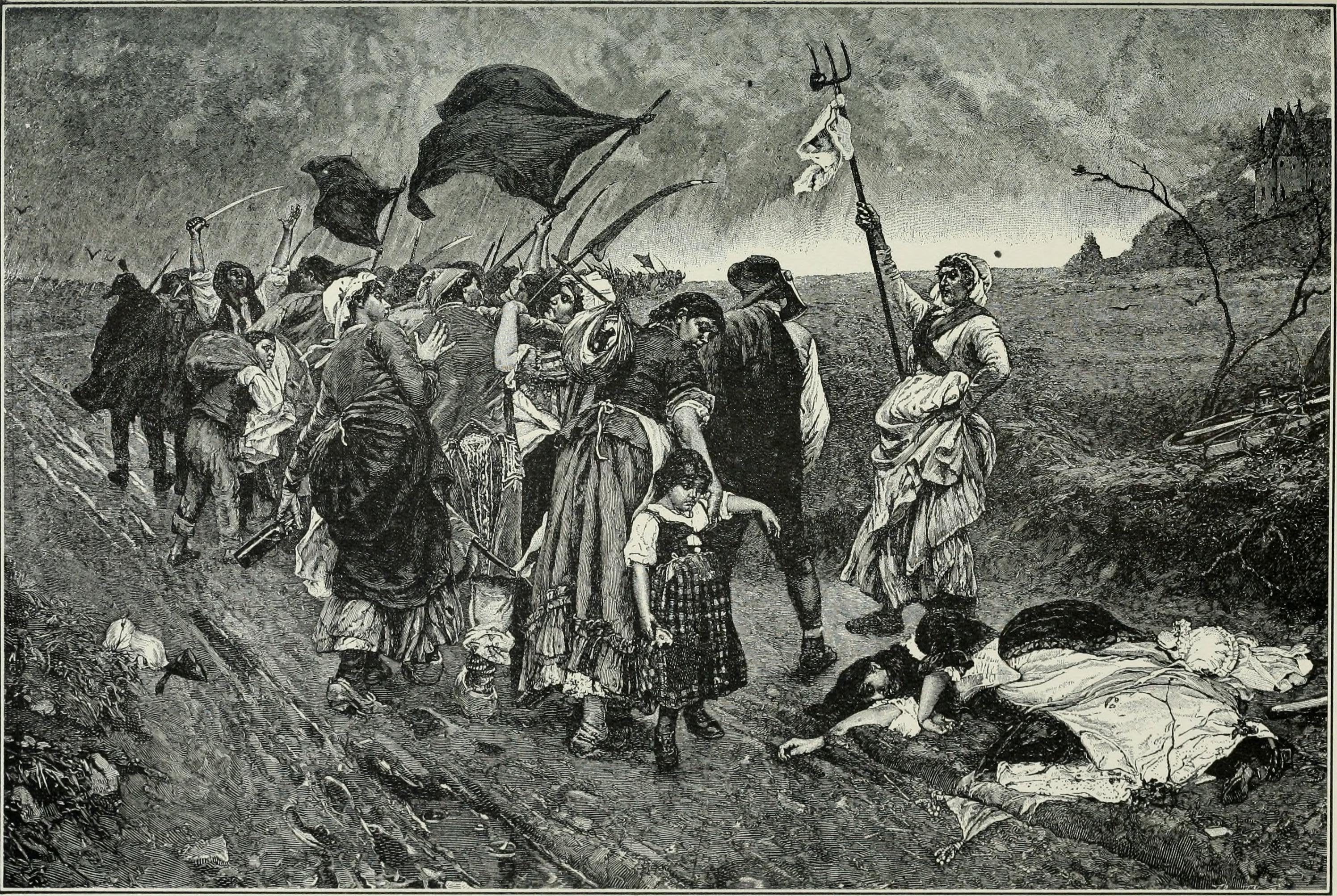
Uzbrojeni chłopi i ich ofiary w trakcie Wielkiej Trwogi

Wielka Trwoga (fr. Grande peur) – powstanie chłopskie trwające od 20 lipca do 6 sierpnia 1789, w czasie Wielkiej Rewolucji Francuskiej, przeciwko obciążeniom feudalnym i reżimowi senioralnemu, podczas którego napadano na dwory i klasztory niszcząc dokumentację zawierającą spisy powinności feudalnych.

## Przebieg powstania
Chłopi zniecierpliwieni brakiem odpowiedzi na swe kajety skarg, oraz bezrobociem i panującą drożyzną wszczęli rewoltę ludową. Do pierwszych zamieszek doszło już wiosną 1789, które objęły kilka prowincji, między innymi Prowansję, Cambrésis i Pikardię. Natężenie powstania chłopskiego wystąpiło po 14 lipca, wybuchając w kolejnych regionach, stawiając sobie za cel przede wszystkim zniesienie ciężarów feudalnych.
Występując przeciw panom feudalnym, groźbami wymuszali wydawanie dokumentów archiwalnych uzasadniających i ustalających obciążenia feudalne. Kiedy odmawiano im wydania akt, podpalali zamek wraz z dokumentami, a feudał był wieszany. Sporadycznie zdarzały się przypadki, że sprowadzany był notariusz, który odpowiednim aktem prawnym uwierzytelniał rezygnację przerażonego seniora z jego praw. Wszystkie te elementy tworzyły klimat Wielkiej Trwogi. Chłopi zawładnęli władzą gminną. Powstały komitety chłopskie i milicje wiejskie.
Groźba rewolucji społecznej od dołu, doprowadziła nawet do wysyłania ekspedycji karnych, jednak nie zdołały one zakwestionować głównego rezultatu Wielkiej Trwogi, upadku ustroju feudalnego.

## Konsekwencje
W odpowiedzi na Wielką Trwogę w nocy z 4 na 5 sierpnia zebrało się Zgromadzenie Narodowe. Wicehrabia de Noailles zaproponował zniesienie przywilejów podatkowych, pańszczyzny, prawa martwej ręki, i innych ciężarów osobistych. Zniesiono też prawa polowania, królikarni i gołębnika, sądy patrymonialne i sprzedawalność urzędów. Na wniosek jednego z posłów kler zrzekł się dziesięciny.
Całkowite zniesienie ustroju feudalnego nastąpiło jednak dopiero w dekretach agrarnych Konwentu Narodowego z 1793.